# 盖伊·萨松
盖伊·萨松（以色列语：גיא ששון，1980年4月28日—），以色列男子轮椅网球运动员。萨松获得过1个大满贯男单冠军和1个双打冠军，并和获得2024年夏季残疾人奥林匹克运动会轮椅网球四肢残疾组单打比赛铜牌。
萨松在以色列拉馬特甘出生并长大，犹太人。他的父母是从事房地产工作的尼西姆（Nissim）和从事教育工作的维纳斯（Venus），他还有两个弟弟。他小时候打过网球，曾在以色列國防軍服役，就读于密西根大学，并创办了一家房地产公司。
他与妇科医生阿亚·莫尔（Aya Mohr）结婚。萨森和他的妻子有四个孩子。他的兄弟在加沙的以色列国防军预备队待了两个月。
2015年1月，他在法国瓦勒托朗滑雪时发生事故，从10米的高处坠落，导致背部和腿部椎骨受伤，最终膝盖以下瘫痪。他被空运到以色列的Tel Hashomer医院，在那里接受了脊椎和手部手术，医生告诉他他将无法再次行走。随后，他在Tel Hashomer的一家康复医院住了一年，之后尽管他戴着牙套和拐杖，但还是自己走出了医院。
萨松于2018年开始打轮椅网球。他的教练是Ofri Lankri。